# اوریانتی
اوریانتی پاناگاریس (به انگلیسی: Orianthi Panagaris) معروف به اوریانتی خواننده،‌ بازیگر و گیتاریست چیره‌دست راک استرالیایی است. او در نواختن گیتار از کارلوس سانتانا الهام گرفته است. او قرار بود در کنسرت‌های «این آخرش است» مایکل جکسون یکی از گیتاریست‌های اصلی باشد.